# Exposition générale espagnole de 1929
L'Exposition générale espagnole de 1929 est le nom donné aux deux expositions internationales qui se sont tenues en Espagne entre 1929 et 1930.

## Présentation
Alors que Barcelone a organisé du 20 mai 1929 au 15 janvier 1930 une exposition faisant état de ses capacités industrielles et techniques, Séville a accueilli du 9 mai 1929 au 21 juin 1930 l'Exposition ibéro-américaine censée permettre au pays de renouer avec le Nouveau Monde et d'améliorer les relations avec les différents pays latino-américains à la suite de la guerre hispano-américaine qui avait fait perdre à l'Espagne ses colonies, notamment Cuba et Porto Rico.